# Festival de la Canción de Eurovisión 2008
El LIII Festival de la Canción de Eurovisión se celebró en la ciudad de Belgrado, entre el 20 y el 24 de mayo de 2008. La capital de Serbia obtuvo el derecho a ser sede de esta edición del principal evento musical de Europa después de que la representante de dicho país, Marija Šerifović, ganara el Festival de 2007, celebrado en Helsinki, la capital de Finlandia. Los eventos del Festival se realizaron en el Beogradska Arena, que posee una capacidad de hasta 20.000 espectadores.
Esta edición marcó el debut de Azerbaiyán y San Marino en la historia del Festival, totalizando 43 participantes (uno más que el evento anterior debido al retiro de Austria). Además, por primera vez fueron incorporadas dos semifinales, ejecutadas el 20 y el 22 de mayo de 2008, con diecinueve participantes cada una, con el fin de clasificar a la final a realizarse el 24 de mayo, en que también participaron los representantes del país anfitrión y del Big Four (Alemania, España, Francia y el Reino Unido). Al igual que en las últimas ediciones previas a este Festival, los telespectadores tuvieron la posibilidad de votar por sus canciones favoritas a través de llamadas telefónicas o sms. Cada país entregó de 1 a 8, 10 y 12 puntos respectivamente a los 10 participantes más votados por su público y sumando las puntuaciones entregadas a cada canción, se determinó la posición de estas tanto en las semifinales como en la final. En el caso de las semifinales, los nueve participantes con mayor puntuación pasaron a la ronda siguiente, además de un competidor seleccionado a través de un jurado.
Tras dos ediciones seguidas dentro de las tres canciones con más puntaje, Rusia obtuvo su primera victoria con el tema Believe interpretado por Dima Bilán y con un total de 272 puntos. En segundo lugar quedó Shady lady de la ucraniana Ani Lorak con 230 puntos y en tercer lugar estuvo la griega Kalomira, cantante del tema Secret combination, el cual logró 218 puntos. Estos dos temas fueron los ganadores de la segunda y la primera semifinal respectivamente. La presentación final fue seguida, según la Unión Europea de Radiodifusión, por 105 millones de televidentes, lo que representa un aumento de 14% respecto a la edición anterior.

## Países participantes
La Unión Europea de Radiodifusión confirmó el día 21 de diciembre de 2007 la asistencia de 43 países participantes, batiendo el récord previo de 42 establecido en la edición anterior. Con respecto a ese evento, solo Austria decidió apartase de la competición tras un anuncio realizado el 20 de noviembre previo por la cadena ORF, la cual argumentó que su retiro se debía a la supuesta "división entre Europa Oriental y Occidental" que produjo que en 2007 "el país de origen y no la calidad de las canciones determinaran el resultado". Por otro lado, dos países se inscribieron para participar por primera vez en el Festival de la Canción: Azerbaiyán y San Marino.
De los 43 concursantes, 38 enfrentaron un proceso clasificatorio a través de dos semifinales; los únicos exentos fueron el país anfitrión (Serbia) y los cuatro países con mayor aporte financiero a la UER denominados colectivamente como el Big Four (Alemania, España, Francia y el Reino Unido). El 28 de enero de 2008 fue realizado un sorteo para determinar los participantes de cada semifinal. Para ello, la UER ubicó a estos países en seis bombos, y colocaron dos sobres con el número de cada semifinal en su interior. En el primer sobre se colocaron los nombres de tres países de cada bombo, así como el séptimo país del bombo cinco. Los restantes tres países de cada bombo, y el séptimo país del bombo seis fueron puestos en el segundo sobre. Adicionalmente, a los países ya clasificados a la final se les asignó una semifinal en la cual votaron. Los seis bombos estuvieron compuestos de la siguiente forma:
| Bombo 1                                                                   | Bombo 2                                                   | Bombo 3                                                           |
| ------------------------------------------------------------------------- | --------------------------------------------------------- | ----------------------------------------------------------------- |
| Albania Bosnia y Herzegovina Croacia Eslovenia Macedonia (ARY) Montenegro | Dinamarca Estonia Finlandia Islandia Noruega Suecia       | Bélgica Bulgaria Chipre Grecia Países Bajos Turquía               |
| Bombo 4                                                                   | Bombo 5                                                   | Bombo 6                                                           |
| Andorra Irlanda Letonia Lituania Portugal Rumania                         | Armenia Bielorrusia Georgia Israel Moldavia Rusia Ucrania | Azerbaiyán Hungría Malta Polonia República Checa San Marino Suiza |

Tras el sorteo, ambas semifinales quedaron establecidas de la siguiente forma:
| Semifinal #1 20 de mayo de 2008                                                            | Semifinal #1 20 de mayo de 2008                                                          | Semifinal #2 22 de mayo de 2008                                                | Semifinal #2 22 de mayo de 2008                                                              |
| ------------------------------------------------------------------------------------------ | ---------------------------------------------------------------------------------------- | ------------------------------------------------------------------------------ | -------------------------------------------------------------------------------------------- |
| Andorra Armenia Azerbaiyán Bélgica Bosnia y Herzegovina Eslovenia Estonia Finlandia Grecia | Irlanda Israel Moldavia Montenegro Noruega Países Bajos Polonia Rumania Rusia San Marino | Albania Bielorrusia Bulgaria Chipre Croacia Dinamarca Georgia Hungría Islandia | Letonia Lituania Macedonia (ARY) Malta Portugal República Checa Suecia Suiza Turquía Ucrania |
| Solo votación: Alemania España                                                             | Solo votación: Alemania España                                                           | Solo votación: Francia Reino Unido Serbia                                      | Solo votación: Francia Reino Unido Serbia                                                    |

### Canciones y selección
Cada uno de los 43 países participantes realizó procesos propios de selección de los temas que representarían a cada país. Este proceso fue organizado por las diferentes cadenas de televisión encargadas del concurso. Las normas y las exigencias variaron en todos los países, manteniendo las reglas estipuladas por el UER.
La siguiente tabla muestra las canciones elegidas por cada país, su intérprete y el proceso de selección realizado.
| País y TV                 | Título original de la canción   | Artista                          | Proceso y fecha de selección                                     |
| País y TV                 | Traducción al español           | Idiomas de interpretación        | Proceso y fecha de selección                                     |
| ------------------------- | ------------------------------- | -------------------------------- | ---------------------------------------------------------------- |
| Albania RTSH              | Zemrën e lamë peng              | Olta Boka                        | Festivali i Këngës, 16-12-07                                     |
| Albania RTSH              | "Nos jugamos el corazón"        | Albanés                          | Festivali i Këngës, 16-12-07                                     |
| Alemania NDR              | Disappear                       | No Angels                        | Final nacional, 6-3-08                                           |
| Alemania NDR              | "Desaparecer"                   | Inglés                           | Final nacional, 6-3-08                                           |
| Andorra RTVA              | Casanova                        | Gisela                           | Elección interna, 11-12-07                                       |
| Andorra RTVA              | -                               | Inglés y catalán                 | Elección interna, 11-12-07                                       |
| Armenia AMPTV             | Qele qele (Քելե Քելե)           | Sirusho                          | Elección interna                                                 |
| Armenia AMPTV             | "Ven, ven"                      | Inglés y armenio                 | Elección interna                                                 |
| Azerbaiyán Ictimai        | Day after day                   | Elnur y Samir                    | Land Of Fire, 2-2-08                                             |
| Azerbaiyán Ictimai        | "Día tras día"                  | Inglés                           | Land Of Fire, 2-2-08                                             |
| Bélgica VRT               | O julissi                       | Ishtar                           | Eurosong, 09-03-08                                               |
| Bélgica VRT               | -                               | Idioma Inventado                 | Eurosong, 09-03-08                                               |
| Bielorrusia BTRC          | Hasta la vista                  | Ruslan Alekhno                   | Eurofest, 21-01-08                                               |
| Bielorrusia BTRC          | -                               | Inglés y español                 | Eurofest, 21-01-08                                               |
| Bosnia y Herzegovina BHRT | Pokušaj                         | Laka                             | Elección interna, 27-12-07                                       |
| Bosnia y Herzegovina BHRT | "Intenta"                       | Bosnio                           | Elección interna, 27-12-07                                       |
| Bulgaria BNT              | DJ, take me away                | Deep Zone Project y DJ Balthazar | EuroBGVision, 23-02-08                                           |
| Bulgaria BNT              | "DJ, llévame lejos"             | Inglés                           | EuroBGVision, 23-02-08                                           |
| Chipre CyBC               | Femme fatale                    | Evdokia Kadi                     | Selección nacional, 12-01-08                                     |
| Chipre CyBC               | "Mujer fatal"                   | Griego                           | Selección nacional, 12-01-08                                     |
| Croacia HRT               | Romanca                         | Kraljevi Ulice & 75 cents        | Dora, 23-01-08                                                   |
| Croacia HRT               | "Romance"                       | Croata                           | Dora, 23-01-08                                                   |
| Dinamarca DR              | All night long                  | Simon Mathew                     | Dansk Melodi Grand Prix, 02-02-08                                |
| Dinamarca DR              | "Toda la noche"                 | Inglés                           | Dansk Melodi Grand Prix, 02-02-08                                |
| Eslovenia RTVSLO          | Vrag naj vzame                  | Rebeka Dremelj                   | EMA, 02-03-08                                                    |
| Eslovenia RTVSLO          | "Que se lo lleve el diablo"     | Esloveno                         | EMA, 02-03-08                                                    |
| España TVE                | Baila el Chiki-chiki            | Rodolfo Chikilicuatre            | Salvemos Eurovisión, 08-03-08. Preselección a través de MySpace. |
| España TVE                | -                               | Español, Inglés                  | Salvemos Eurovisión, 08-03-08. Preselección a través de MySpace. |
| Estonia ERR               | Leto svet                       | Kreisiraadio                     | Eurolaul, 02-02-08                                               |
| Estonia ERR               | "Luz de verano"                 | Serbio, alemán y finés           | Eurolaul, 02-02-08                                               |
| Finlandia YLE             | Missä miehet ratsastaa          | Teräsbetoni                      | Euroviisut, 01-03-08                                             |
| Finlandia YLE             | "Donde los hombres cabalgan"    | Finés                            | Euroviisut, 01-03-08                                             |
| Francia France 3          | Divine                          | Sébastien Tellier                | Elección interna 07-03-08                                        |
| Francia France 3          | "Divino"                        | Inglés y francés                 | Elección interna 07-03-08                                        |
| Georgia GPB               | Peace will come                 | Diana Gurtskaya                  | Selección nacional, 1-03-08                                      |
| Georgia GPB               | "La paz llegará"                | Inglés                           | Selección nacional, 1-03-08                                      |
| Grecia ERT                | Secret combination              | Kalomira                         | Selección nacional, 27-2-08                                      |
| Grecia ERT                | "Combinación secreta"           | Inglés                           | Selección nacional, 27-2-08                                      |
| Hungría MTV               | Candlelight                     | Csézy                            | Magyarországi Döntő, 08-02-08                                    |
| Hungría MTV               | "Luz de vela"                   | Inglés y Húngaro                 | Magyarországi Döntő, 08-02-08                                    |
| Irlanda RTÉ               | Irlande, douze pointe           | El pavo Dustin feat. Kitty B     | Eurosong, 23 de febrero de 2008                                  |
| Irlanda RTÉ               | "Irlanda, doce puntos"          | Inglés                           | Eurosong, 23 de febrero de 2008                                  |
| Islandia RÚV              | This is my life                 | Eurobandið                       | Laugardagslögin, 16-02-08                                        |
| Islandia RÚV              | "Ésta es mi vida"               | Inglés                           | Laugardagslögin, 16-02-08                                        |
| Israel IBA                | The fire in your eyes           | Boaz Mauda                       | Kdam Eurovision, 25/26-02-08                                     |
| Israel IBA                | "El fuego de tus ojos"          | Hebreo e inglés                  | Kdam Eurovision, 25/26-02-08                                     |
| Letonia LTV               | Wolves of the sea               | Pirates of the Sea               | Eirodziesma, 01-03-08                                            |
| Letonia LTV               | "Lobos del mar"                 | Inglés                           | Eirodziesma, 01-03-08                                            |
| Lituania LRT              | Nomads in the night             | Jeronimas Milius                 | Eurovizija, 02-02-08                                             |
| Lituania LRT              | "Nómadas en la noche"           | Inglés                           | Eurovizija, 02-02-08                                             |
| Macedonia (ARY) MKRTV     | Let me love you                 | Tamara, Vrčak y Adrian           | Skopje Fest, 23-02-08                                            |
| Macedonia (ARY) MKRTV     | "Dejame amarte"                 | Inglés                           | Skopje Fest, 23-02-08                                            |
| Malta MTPBS               | Vodka                           | Morena                           | Malta Song For Europe, 26-01-08                                  |
| Malta MTPBS               | "Vodka"                         | Inglés y Ruso                    | Malta Song For Europe, 26-01-08                                  |
| Moldavia TRM              | A century of love               | Geta Burlacu                     | Selecţia Naţională, 09-02-08                                     |
| Moldavia TRM              | "Un siglo de amor"              | Inglés                           | Selecţia Naţională, 09-02-08                                     |
| Montenegro RTCG           | Zauvijek volim te               | Stefan Filipović                 | MontenegroSong, 27-01-08                                         |
| Montenegro RTCG           | "Te amo por siempre"            | Serbio                           | MontenegroSong, 27-01-08                                         |
| Noruega NRK               | Hold on, be strong              | Maria Haukaas Storeng            | Melodi Grand Prix, 09-02-08                                      |
| Noruega NRK               | "Aguanta, sé fuerte"            | Inglés                           | Melodi Grand Prix, 09-02-08                                      |
| Países Bajos NOS          | Your heart belongs to me        | Hind                             | Elección interna, 07-03-08                                       |
| Países Bajos NOS          | "Tu corazón me pertenece"       | Inglés                           | Elección interna, 07-03-08                                       |
| Polonia TVP               | For life                        | Isis Gee                         | Piosenka dla Europy, 23-02-08                                    |
| Polonia TVP               | "De por vida"                   | Inglés                           | Piosenka dla Europy, 23-02-08                                    |
| Portugal RTP              | Senhora do mar (Negras águas)   | Vânia Fernandes                  | Festival da Canção, 09-03-08                                     |
| Portugal RTP              | "Señora del mar (aguas negras)" | Portugués                        | Festival da Canção, 09-03-08                                     |
| Reino Unido BBC           | Even if                         | Andy Abraham                     | Eurovision: Your Decision, 01-03-08                              |
| Reino Unido BBC           | "Incluso si"                    | Inglés                           | Eurovision: Your Decision, 01-03-08                              |
| República Checa ČT        | Have some fun                   | Tereza Kerndlová                 | EuroSong, 26-01-08                                               |
| República Checa ČT        | "Pasarlo bien"                  | Inglés                           | EuroSong, 26-01-08                                               |
| Rumania TVR               | Pe-o margine de lume            | Nico y Vlad                      | Selecţia Naţională, 23-02-08                                     |
| Rumania TVR               | "En los confines del mundo"     | Rumano e italiano                | Selecţia Naţională, 23-02-08                                     |
| Rusia RTR                 | Believe                         | Dima Bilán                       | Евровидение 2008, 09-03-08                                       |
| Rusia RTR                 | "Cree"                          | Inglés                           | Евровидение 2008, 09-03-08                                       |
| San Marino SMRTV          | Complice                        | Miodio                           | Elección interna                                                 |
| San Marino SMRTV          | "Cómplice"                      | Italiano                         | Elección interna                                                 |
| Serbia RTS                | Oro (Оро)                       | Jelena Tomašević                 | Beovizija, 10-03-08                                              |
| Serbia RTS                | "Hora"                          | Serbio                           | Beovizija, 10-03-08                                              |
| Suecia SVT                | Hero                            | Charlotte Perrelli               | Melodifestivalen 2008, 15-03-08                                  |
| Suecia SVT                | "Héroe"                         | Inglés                           | Melodifestivalen 2008, 15-03-08                                  |
| Suiza SRG SSR idée suisse | Era stupendo                    | Paolo Meneguzzi                  | Elección interna, 27-11-07                                       |
| Suiza SRG SSR idée suisse | "Era estupendo"                 | Italiano                         | Elección interna, 27-11-07                                       |
| Turquía TRT               | Deli                            | Mor ve Ötesi                     | Elección interna, 16-01-08                                       |
| Turquía TRT               | "Loco"                          | Turco                            | Elección interna, 16-01-08                                       |
| Ucrania NTU               | Shady lady                      | Ani Lorak                        | Final nacional, 23-02-08                                         |
| Ucrania NTU               | "Dama sombría"                  | Inglés                           | Final nacional, 23-02-08                                         |

Algunos datos de los participantes:
- Tres cantantes participan por segunda vez en el evento. La representante de Suecia, Charlotte Perrelli ganó el Festival de 1999 representando a su país, mientras Rusia lleva a Dima Bilán, que alcanzó el segundo lugar en Eurovisión 2006, y el italiano Roberto Meloni, ya representante de Letonia como parte del grupo Bonaparti.lv el año pasado, vuelve a Eurovisión por el país báltico en el grupo Pirates of the Sea. Por otro lado, uno de los autores del tema que representa a Israel es Dana International, ganadora del Festival de 1998. La cantante Gisela, representante de Andorra, formó parte del coro de la representante española Rosa López en 2002.
- 29 temas son interpretados, al menos parte, en el idioma inglés. El resto en general lo hace en su idioma natal. El tema de Bélgica fue realizado en un idioma artificial y la canción de Estonia posee partes en alemán, finés y serbio. Pese al retiro de Italia diez años antes, el idioma italiano sigue siendo interpretado por los temas de San Marino y Suiza (donde es idioma oficial) y por el de Rumania (mezclado con el rumano).
- Željko Joksimović, uno de los presentadores del evento, es también el compositor de la canción de Serbia; además representó a Serbia y Montenegro en 2004, finalizando en la segunda posición.[57]
- Uno de los intérpretes del tema representativo de Irlanda, Dustin el pavo, es un títere de gran fama en la televisión de su país, convirtiéndose en el primer intérprete "no humano" que ha participado en el Festival, junto a Subwoolfer.
- Dos temas de esta edición fueron interpretados por ganadores del Festival Internacional de la Canción de Viña del Mar (Chile): Paolo Meneguzzi (Suiza), que en el año 1996 representó a Italia con el tema «Aria' ario», y la española Gisela (Andorra), logrando doble triunfo en el año 2003: Canción ganadora con el tema «Este amor es tuyo», y como mejor intérprete del certamen. Lamentablemente, en el Festival de la Canción de Eurovisión de este año, ninguno de los dos logró pasar a la gran final.

## Organización

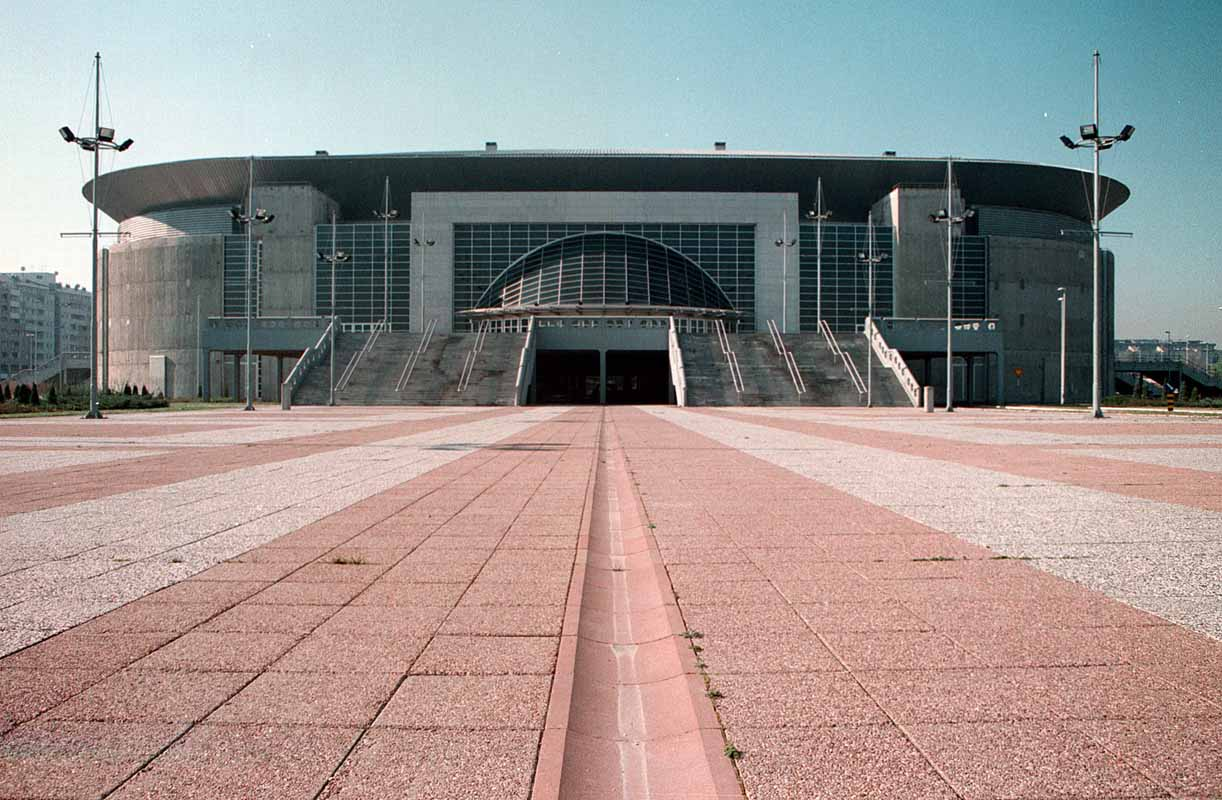
Beogradska Arena, sede del festival.

Una vez finalizado el Festival de 2007, Serbia comenzó a planear los preparativos de la celebración del evento del año siguiente. Desde un comienzo, el Beogradska Arena de Belgrado surgió como uno de los mejores sitios para ser la sede, al ser una de las arenas más grandes de toda Europa, con una capacidad de más 20.000 espectadores. En mayo de 2007, la empresa de cosméticos Wella anunció que sería el patrocinador oficial del evento de 2008 junto con el banco Raiffeisen Bank.
Tras la edición de 2007, diversas críticas fueron realizadas al festival por lo que muchos consideraron una excesiva influencia de factores no musicales en los resultados, como por ejemplo el producido por los "bloques vecinales" durante las votaciones (en que los países votaban por sus vecinos sin importar la calidad). El director de la Unión Europea de Radiodifusión, Svante Stockselius, anunció que algunos cambios al sistema de votación y selección podrían ser implementados a partir del año 2009 para solucionar este problema, y que en la edición de 2008 se mantendría el esquema inicial. Una de las posibilidades era implementar un sistema con dos semifinales, debido al creciente número de competidores. Sin embargo, a fines de julio de 2007 se planteó la posibilidad de realizar este cambio a partir de la edición de 2008, quedando así dos semifinales y que solo el Big Four (Alemania, España, Francia y el Reino Unido) y el país anfitrión clasificaran directamente a la final. El cambio sería finalmente aceptado el 28 de septiembre de 2007 en el encuentro de la UER realizado en Verona, Italia.

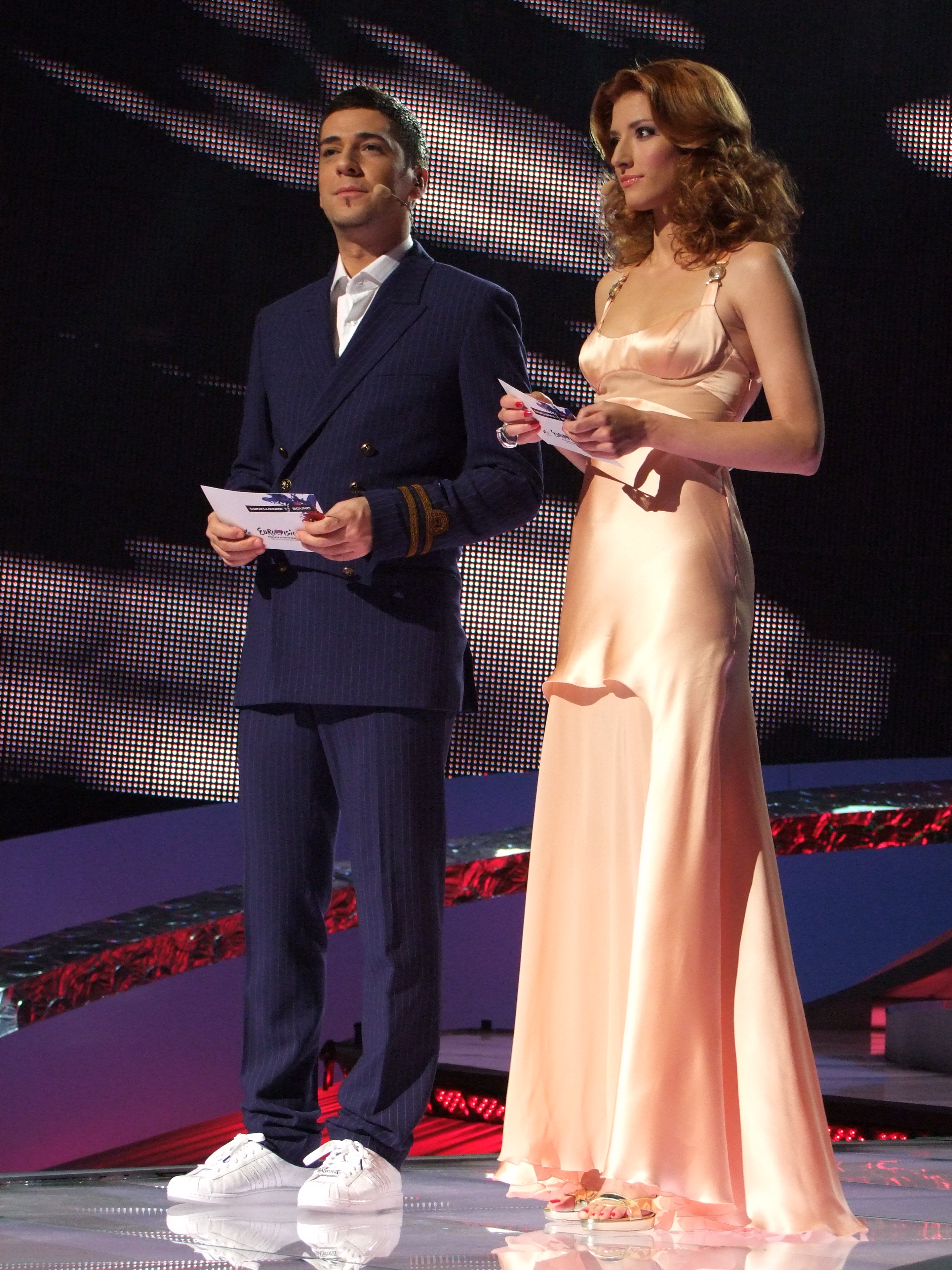
Los animadores del evento fueron Željko Joksimović y Jovana Janković.

El 14 de septiembre de 2007 se dio inicio a una nueva tradición, cuando el alcalde de Helsinki le entregó las "llaves" del concurso a su homólogo belgradés. Con esto, los preparativos para el evento comenzaron a adquirir mayor importancia y desarrollo: el Beogradska Arena fue confirmado como sede y Radio-televizija Srbije (los organizadores) realizaron un concurso para elegir la temática y la identidad visual del evento. En el concurso ganó un controvertido diseño en que se mezclaban imágenes representando diversos elementos. Sin embargo, finalmente se empleó un diseño diferente titulado Confluencia de sonidos, referido a la posición de la ciudad anfitriona en la confluencia de los ríos Danubio y Sava; el diseño creado por Boris Miljković se vería representado principalmente a través del logo del evento, compuesto por chorros de agua en color azul y rojo sobre fondo blanco (de forma similar a la bandera local) que chocan formando una clave de sol. El tema de la "confluencia" también sirvió de inspiración para el escenario principal, el cual poseía una extensión hacia el público enmarcada por dos "ríos" y un conjunto de pantallas de cristal líquido en el fondo y en los costados.
El 17 de febrero de 2008, el territorio de Kosovo declaró unilateralmente su independencia respecto de Serbia, desatando una serie de protestas dentro del territorio serbio, especialmente contra aquellos países que apoyaron la secesión kosovar. Ante dicha situación, la UER estudió la posibilidad de transferir la sede del concurso a otro país; dentro de las mejores opciones se encontraban los tres últimos organizadores: Helsinki, Atenas y Kiev. Finalmente, el comité organizador liderado por RTS recibió la garantía gubernamental de proteger a los visitantes y participantes del concurso, por lo cual la UER decidió mantener su apoyo hacia Serbia.
Para la animación del evento, la cadena organizadora designó a la presentadora Jovana Janković y al músico Željko Joksimović, el cual obtuvo el segundo lugar durante el Festival de 2004 representando a Serbia y Montenegro y la tercera posición como compositor durante la edición de 2006 del tema de Bosnia y Herzegovina. Tras la elección de los animadores, surgió una controversia debido a un posible conflicto de intereses por parte de Joksimović, quien era el compositor del tema Oro, representante del país anfitrión.
Ya concluidas las selecciones internas de cada país, el 17 de marzo de 2008 se realizó un sorteo donde se determinó el orden de presentación de las canciones en cada ronda y el orden de votación durante la final.

## Transmisión

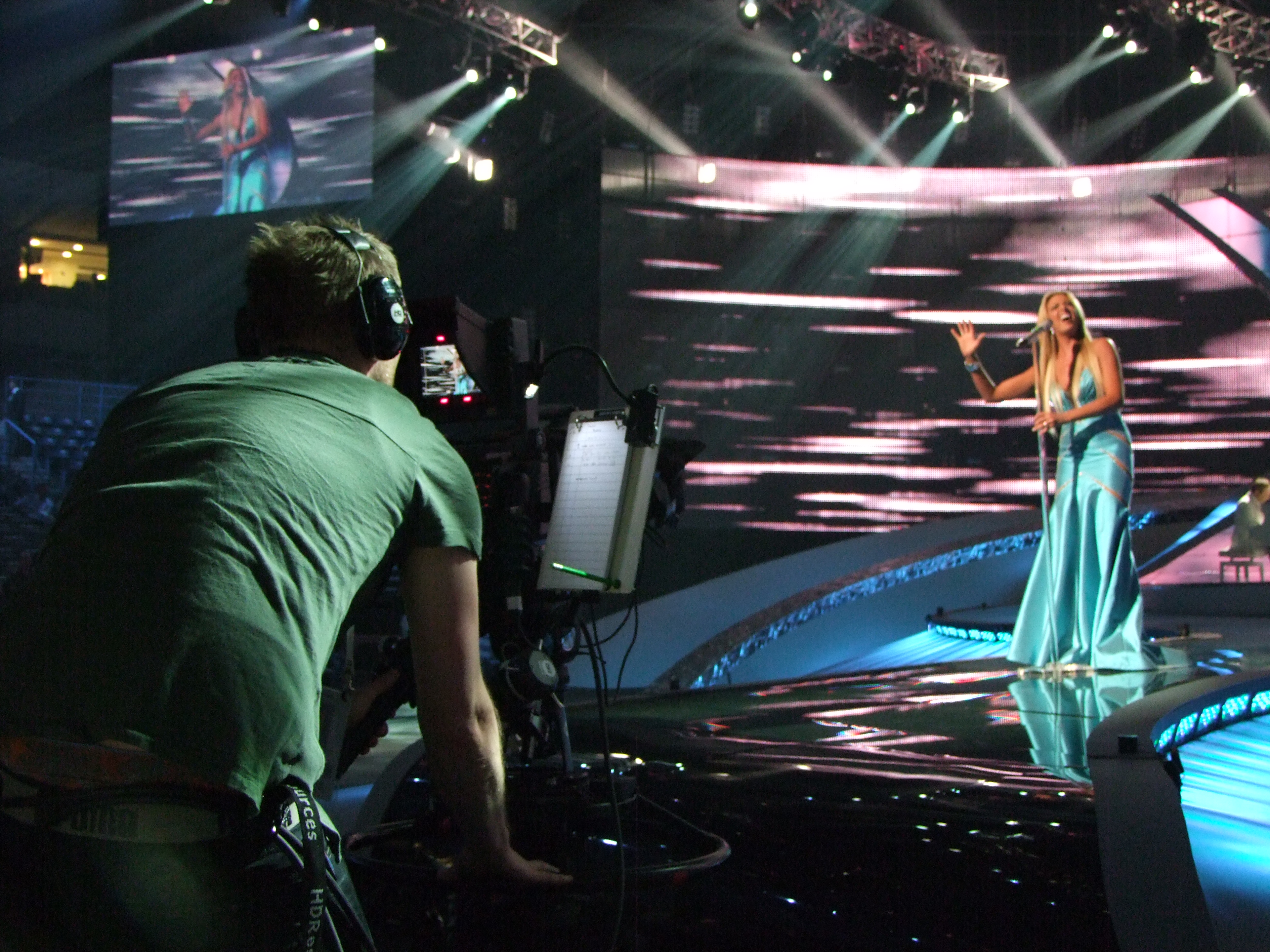
Un camarógrafo grabando la presentación de la representante polaca Isis Gee.

El festival fue transmitido por las 43 cadenas afiliadas a la Unión Europea de Radiodifusión participantes del evento. Sin embargo, no todas transmitieron el evento de la misma forma. Hasta la edición anterior, las reglas del festival obligaban a la transmisión en directo tanto de la final como de la única semifinal, pero los cambios al sistema introducidos en 2008 permitieron que las cadenas transmisoras decidieran si transmitir o no aquella semifinal en que su país no tuviera participación o no ejerciera derecho a voto. De cualquier forma, la mayoría de los países transmitió ambas semifinales, aunque algunas no lo hicieron en directo o la transmitieron en un canal diferente.
A nivel internacional, el evento fue transmitido por internet desde el sitio oficial eurovision.tv gracias al sistema peer to peer Octoshape y por el streaming de algunas cadenas transmisoras. Pese a que Austria no participó en el concurso, la final fue transmitida por ORF en directo, y algunas regiones de Italia pudieron recibir la señal de San Marino RTV y ver las tres presentaciones en directo. Al igual que en años anteriores, SBS presentó el festival en Australia en diferido, para poder ajustar la transmisión con horarios más acordes al público australiano (con cerca de doce horas de diferencia respecto a Europa), y con comentarios propios. Además, las señales internacionales TVRi, ERT World, Armtv, TVE Internacional, TRT International, TVP Polonia, RTP Internacional, RTS Sat y SVT Europa también transmitieron el concurso a diferentes regiones del planeta.
Las dos semifinales y la final fueron grabadas en televisión de alta definición de formato 1080i y 5.1 sonido surround. El evento fue transmitido de esta forma por LRT para Lituania, BBC HD para el Reino Unido e Irlanda, SVT HD para Suecia y HD suisse para Suiza; en el resto de los países fue transmitido en formato estándar. Pese a ser grabado en formato de alta definición, el evento será distribuido en el comercio en formato DVD y no en Blu-ray.

## Celebración del festival

### Semifinal 1

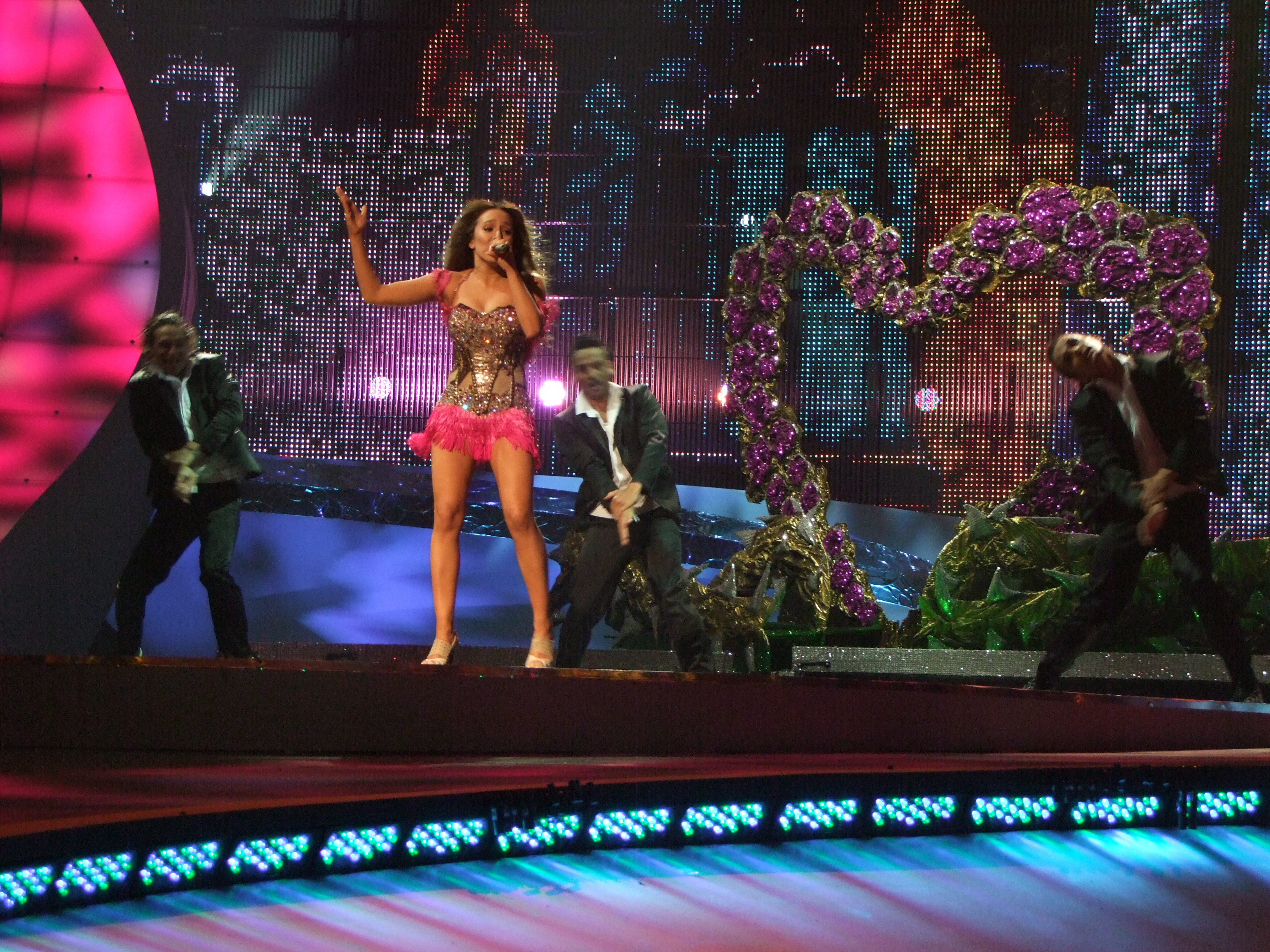
La cantante griega Kalomira obtuvo el primer lugar de la primera semifinal con su tema Secret combination.

La primera semifinal del Festival de la Canción de Eurovisión 2008 se realizó el martes 20 de mayo. Diecinueve países participaron en este evento, teniendo cada uno de ellos derecho a voto una vez finalizada la presentación de todos los temas; adicionalmente, Alemania y España participaron únicamente como votantes.
El evento se inició con una presentación titulada Video killed a radio star ("El vídeo mató a una estrella de la radio" en inglés, inspirado en el título de una famosa canción del grupo británico The Buggles), tras la cual aparecieron los presentadores y se dio paso a la presentación de las canciones participantes. Una vez finalizado el show de los diecinueve temas en competencia, el tenista serbio Novak Đoković lanzó una pelota con su raqueta hacia los espectadores para dar inicio a los quince minutos durante los cuales los espectadores podían votar por teléfono para elegir a sus favoritos. Mientras se analizaban los datos obtenidos por la votación telefónica, se realizó una presentación entregada por Metropole Orkest, Slobodan Trkulja y el grupo Balkanopolis.
Los resultados de la primera semifinal, dados a conocer una vez terminado el Festival, coronaron a la cantante griega Kalomira en el primer lugar con su tema Secret combination, una mezcla de pop y R&B, el cual alcanzó un total de 156 puntos (incluyendo 4 países que le dieron el máximo posible de votos). Qele qele de Sirusho, quien representó a Armenia, obtuvo el segundo lugar con 139 puntos, pese a recibir 12 puntos por un total de cinco países. La balada Believe del ruso Dima Bilán obtuvo el tercer lugar con 135 puntos. Aunque en este concurso debutó la clasificación de un competidor por elección del jurado, esta decisión no modificó la voluntad popular: la clasificada fue Isis Gee de Polonia, que coincidentemente obtuvo el décimo lugar de la votación de los espectadores.
Países con trayectoria en el concurso como Bélgica, Irlanda y los Países Bajos volvieron a quedar fuera de la final, al no lograr superar el décimo lugar de la votación popular. En tanto, los dos países debutantes tuvieron resultados dispares: Azerbaiyán clasificó a la final con un sexto puesto en la semifinal con el tema Day after day, donde Elnur Hüseynov y Samir Javadzadeh representaban musicalmente la lucha entre un ángel bueno y un ángel malo, mientras el tema en italiano Complice que compitió por San Marino obtuvo el último lugar.
| #  | País                 | Intérprete(s)                     | Canción                    | Lugar | Puntos |
| -- | -------------------- | --------------------------------- | -------------------------- | ----- | ------ |
| 01 | Montenegro           | Stefan Filipović                  | «Zauvijek volim te»        | 14    | 23     |
| 02 | Israel               | Boaz Mauda                        | «The fire in your eyes»    | 5     | 104    |
| 03 | Estonia              | Kreisiraadio                      | «Leto svet»                | 18    | 8      |
| 04 | Moldavia             | Geta Burlacu                      | «A century of love»        | 12    | 36     |
| 05 | San Marino           | Miodio                            | «Complice»                 | 19    | 5      |
| 06 | Bélgica              | Ishtar                            | «O julissi»                | 17    | 16     |
| 07 | Azerbaiyán           | Elnur Hüseynov y Samir Javadzadeh | «Day after day»            | 6     | 96     |
| 08 | Eslovenia            | Rebeka Dremelj                    | «Vrag naj vzame»           | 11    | 36     |
| 09 | Noruega              | Maria Haukaas Storeng             | «Hold on, be strong»       | 4     | 106    |
| 10 | Polonia              | Isis Gee                          | «For life»                 | 10    | 42     |
| 11 | Irlanda              | El pavo Dustin & Kitty B          | «Irelande, douze pointe»   | 15    | 22     |
| 12 | Andorra              | Gisela                            | «Casanova»                 | 16    | 22     |
| 13 | Bosnia y Herzegovina | Elvir Laković                     | «Pokušaj»                  | 9     | 72     |
| 14 | Armenia              | Sirusho                           | «Qele qele»                | 2     | 139    |
| 15 | Países Bajos         | Hind                              | «Your heart belongs to me» | 13    | 27     |
| 16 | Finlandia            | Teräsbetoni                       | «Missä miehet ratsastaa»   | 8     | 79     |
| 17 | Rumania              | Nico y Vlad Miriţă                | «Pe-o margine de lume»     | 7     | 94     |
| 18 | Rusia                | Dima Bilán                        | «Believe»                  | 3     | 135    |
| 19 | Grecia               | Kalomira                          | «Secret combination»       | 1     | 156    |

### Semifinal 2

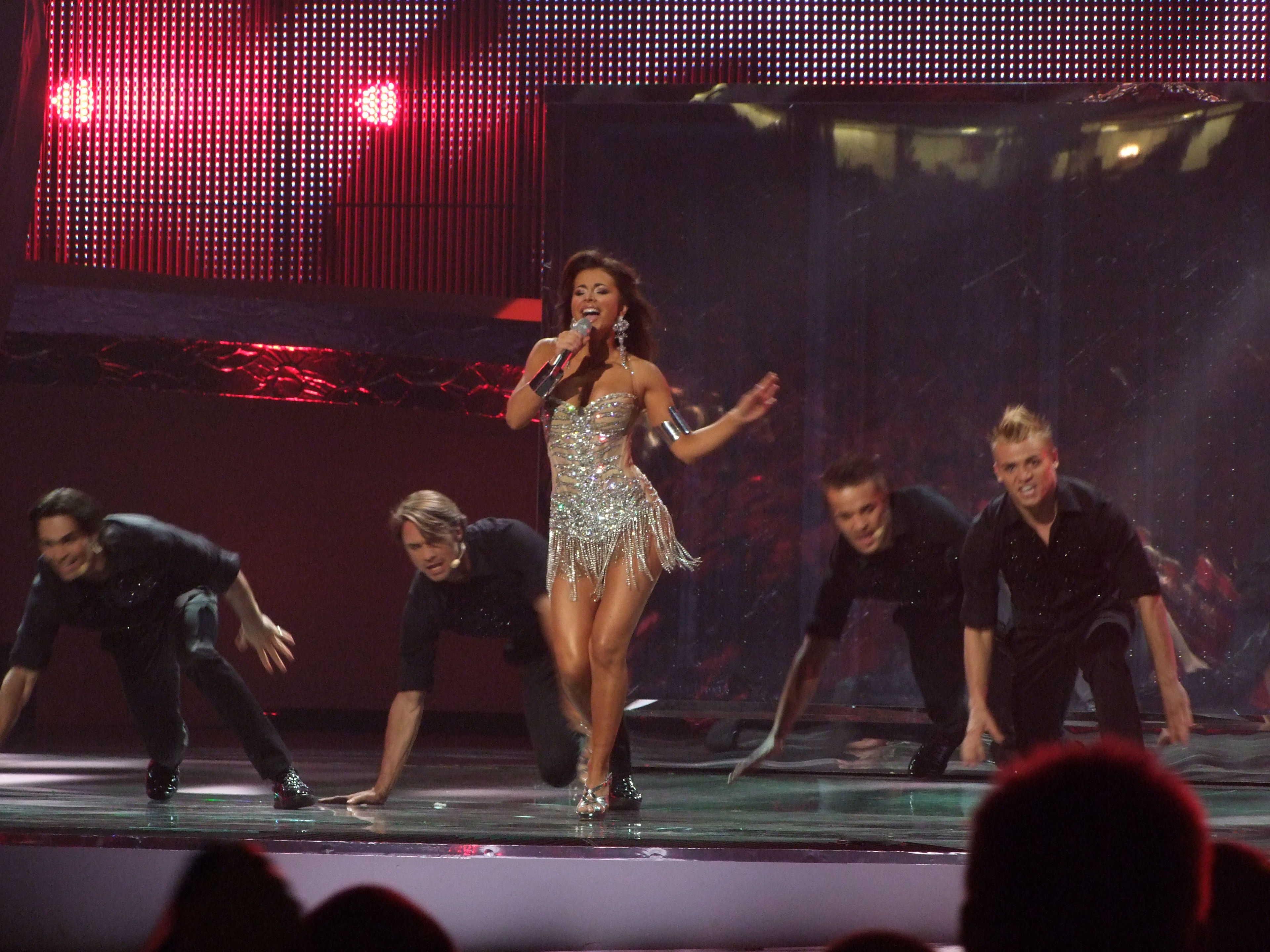
Ani Lorak de Ucrania obtuvo el primer lugar dentro de la segunda semifinal con Shady lady. Su traje fue diseñado por Roberto Cavalli y estaba compuesto por diamantes Swarovski.

La segunda semifinal se realizó el jueves 22 de mayo y, al igual que la primera, contó con 19 participantes. Tres clasificados directamente a la final, Francia, el Reino Unido y Serbia, ejercieron su derecho a voto en esta semifinal.
El show se inició con una presentación denominada Srbija za početnike ("Serbia para principiantes" en serbio) que contó con el bailarín y actor Aleksandar Josipović como maestro de ceremonias. Tras la apertura, que enfatizó al agua como el principal tema del evento, se presentaron las diecinueve canciones competidoras. El período de quince minutos para las votaciones telefónicas fue abierto simbólicamente con la presencia de Lys Assia, ganadora del primer Festival de Eurovisión. Una presentación del Teatro Nacional de Belgrado dio paso finalmente a la entrega de los resultados y de los diez clasificados.
En esta semifinal, Ani Lorak ganó con su tema de dance-pop Shady lady con un total de 152 puntos. La ucraniana, que tuvo una presentación con cuatro bailarines que la acompañaban junto a una jaula de espejos, luces y vidrios, obtuvo el puntaje máximo de seis naciones. Ella fue seguida por la portuguesa Vânia Fernandes con Senhora do mar (Negras aguas), un fado que relataba el drama de las viudas de marinos, y que se convertiría en la mejor posición de Portugal en una semifinal. El tercer lugar lo obtuvo Dinamarca y el cuarto, Croacia.
Charlotte Perrelli, representante de Suecia con el tema pop-schlager Hero, fue la primera "salvada" por el jurado. Pese a haber ganado el Festival de Eurovisión 1999 y ser una de las favoritas de la prensa, obtuvo 54 puntos y quedó en el 12º lugar. Sin embargo, el ser una de las seleccionadas del jurado, este permitió su paso a la final junto a las 9 mejores clasificadas por el público. Otro de los favoritos, el suizo Paolo Meneguzzi (ganador del Festival de Viña del Mar en 1996), no respondió a las expectativas como uno de los favoritos y su canción Era stupendo alcanzó el 13.er lugar, quedando fuera de la gran final.
| #  | País            | Intérprete(s)                     | Canción                         | Lugar | Puntos |
| -- | --------------- | --------------------------------- | ------------------------------- | ----- | ------ |
| 01 | Islandia        | Eurobandið                        | «This is my life»               | 8     | 68     |
| 02 | Suecia          | Charlotte Perrelli                | «Hero»                          | 12    | 54     |
| 03 | Turquía         | Mor ve Ötesi                      | «Deli»                          | 7     | 85     |
| 04 | Ucrania         | Ani Lorak                         | «Shady lady»                    | 1     | 152    |
| 05 | Lituania        | Jeronimas Milius                  | «Nomads in the night»           | 16    | 30     |
| 06 | Albania         | Olta Boka                         | «Zemrën lamë peng»              | 9     | 67     |
| 07 | Suiza           | Paolo Meneguzzi                   | «Era stupendo»                  | 13    | 47     |
| 08 | República Checa | Tereza Kerndlová                  | «Have some fun»                 | 18    | 9      |
| 09 | Bielorrusia     | Ruslan Alekhno                    | «Hasta la vista»                | 17    | 27     |
| 10 | Letonia         | Pirates of the Sea                | «Wolves of the sea»             | 6     | 86     |
| 11 | Croacia         | Kraljevi Ulice y 75 cents         | «Romanca»                       | 4     | 112    |
| 12 | Bulgaria        | Deep Zone y Balthazar             | «DJ, take me away»              | 11    | 56     |
| 13 | Dinamarca       | Simon Mathew                      | «All night long»                | 3     | 112    |
| 14 | Georgia         | Diana Gurtskaya                   | «Peace will come»               | 5     | 107    |
| 15 | Hungría         | Csézy                             | «Candlelight»                   | 19    | 6      |
| 16 | Malta           | Morena Camarelli                  | «Vodka»                         | 14    | 38     |
| 17 | Chipre          | Evdokia Kadi                      | «Femme fatale»                  | 15    | 36     |
| 18 | Macedonia (ARY) | Tamara feat. Vrčak y Adrian Gaxha | «Let me love you»               | 10    | 64     |
| 19 | Portugal        | Vânia Fernandes                   | «Senhora do mar (Negras águas)» | 2     | 120    |

## Final

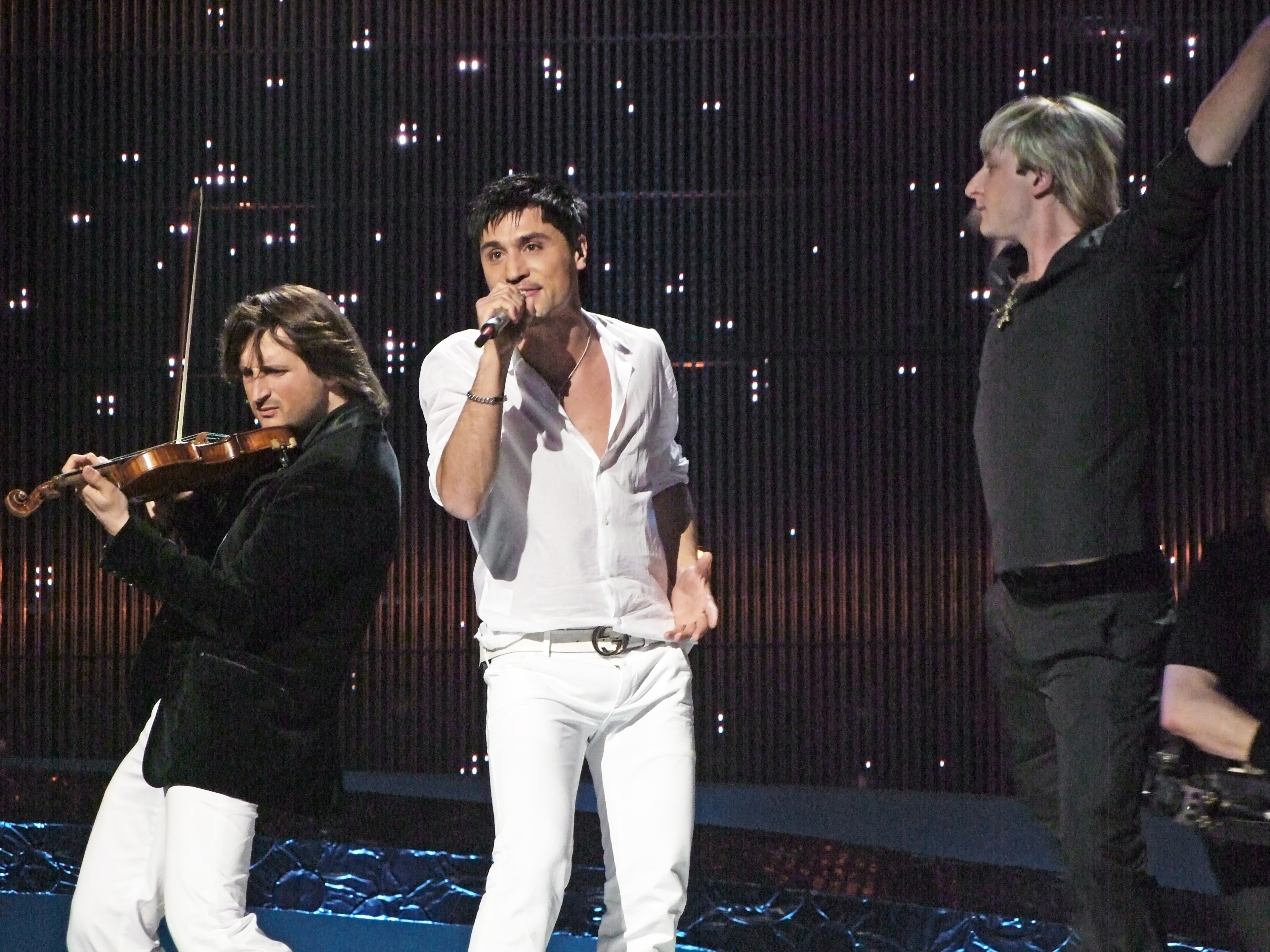
Dima Bilán (al centro) junto a Edvin Marton y Yevgeni Pliúshchenko en Eurovisión 2008. Con su tema Believe, Rusia obtuvo su primera victoria en el certamen.

### Votación
La final del evento se realizó el día 24 de mayo de 2008. Los diez países clasificados de cada semifinal participaron junto a los cinco clasificados directamente. En esta ronda los 43 países participantes tuvieron derecho a voto y las puntuaciones que asignaron fueron transmitidas en vivo tras la presentación de los 25 finalistas.
| N.º | País                 | Intérprete(s)                     | Canción                         | Lugar | Pts. |
| --- | -------------------- | --------------------------------- | ------------------------------- | ----- | ---- |
| 01  | Rumania              | Nico y Vlad Miriţă                | «Pe-o margine de lume»          | 20    | 45   |
| 02  | Reino Unido          | Andy Abraham                      | «Even if»                       | 23    | 14   |
| 03  | Albania              | Olta Boka                         | «Zemrën lamë peng»              | 17    | 55   |
| 04  | Alemania             | No Angels                         | «Disappear»                     | 23    | 14   |
| 05  | Armenia              | Sirusho                           | «Qele qele»                     | 4     | 199  |
| 06  | Bosnia y Herzegovina | Elvir Laković                     | «Pokušaj»                       | 10    | 110  |
| 07  | Israel               | Boaz Mauda                        | «The fire in your eyes»         | 9     | 124  |
| 08  | Finlandia            | Teräsbetoni                       | «Missä miehet ratsastaa»        | 22    | 35   |
| 09  | Croacia              | Kraljevi Ulice y 75 cents         | «Romanca»                       | 21    | 44   |
| 10  | Polonia              | Isis Gee                          | «For life»                      | 23    | 14   |
| 11  | Islandia             | Eurobandið                        | «This is my life»               | 14    | 64   |
| 12  | Turquía              | Mor ve Ötesi                      | «Deli»                          | 7     | 138  |
| 13  | Portugal             | Vânia Fernandes                   | «Senhora do mar (Negras aguas)» | 13    | 69   |
| 14  | Letonia              | Pirates of the Sea                | «Wolves of the sea»             | 12    | 83   |
| 15  | Suecia               | Charlotte Perrelli                | «Hero»                          | 18    | 47   |
| 16  | Dinamarca            | Simon Mathew                      | «All night long»                | 15    | 60   |
| 17  | Georgia              | Diana Gurtskaya                   | «Peace will come»               | 11    | 83   |
| 18  | Ucrania              | Ani Lorak                         | «Shady lady»                    | 2     | 230  |
| 19  | Francia              | Sébastien Tellier                 | «Divine»                        | 19    | 47   |
| 20  | Azerbaiyán           | Elnur Hüseynov y Samir Javadzadeh | «Day after day»                 | 8     | 132  |
| 21  | Grecia               | Kalomira                          | «Secret combination»            | 3     | 218  |
| 22  | España               | Rodolfo Chikilicuatre             | «Baila el Chiki-chiki»          | 16    | 55   |
| 23  | Serbia               | Jelena Tomašević feat. Bora Dugić | «Oro»                           | 6     | 160  |
| 24  | Rusia                | Dima Bilán                        | «Believe»                       | 1     | 272  |
| 25  | Noruega              | Maria Haukaas Storeng             | «Hold on, be strong»            | 5     | 182  |

Fuente: Festival de Eurovisión 2008 (www.eurovision-spain.com) Archivado el 17 de mayo de 2014 en Wayback Machine.

### Orden de votación
Cabe resaltar que la votación de San Marino fue 100% de los expertos al no cumplir con los requisitos del televoto.
| Orden de votación | Orden de votación | Orden de votación | Orden de votación | Orden de votación |
| --- | --- | --- | --- | ----------------- |
| 1. Reino Unido 2. Macedonia (ARY) 3. Ucrania 4. Alemania 5. Estonia 6. Bosnia y Herzegovina 7. Albania 8. Bélgica 9. San Marino 10. Letonia 11. Bulgaria | 12. Serbia 13. Israel 14. Chipre 15. Moldavia 16. Islandia 17. Francia 18. Rumania 19. Portugal 20. Noruega 21. Hungría 22. Andorra | 23. Polonia 24. Eslovenia 25. Armenia 26. República Checa 27. España 28. Países Bajos 29. Turquía 30. Malta 31. Irlanda 32. Suiza 33. Azerbaiyán | 34. Grecia 35. Finlandia 36. Croacia 37. Suecia 38. Bielorrusia 39. Lituania 40. Rusia 41. Montenegro 42. Georgia 43. Dinamarca |                   |

#### Máximas puntuaciones
.

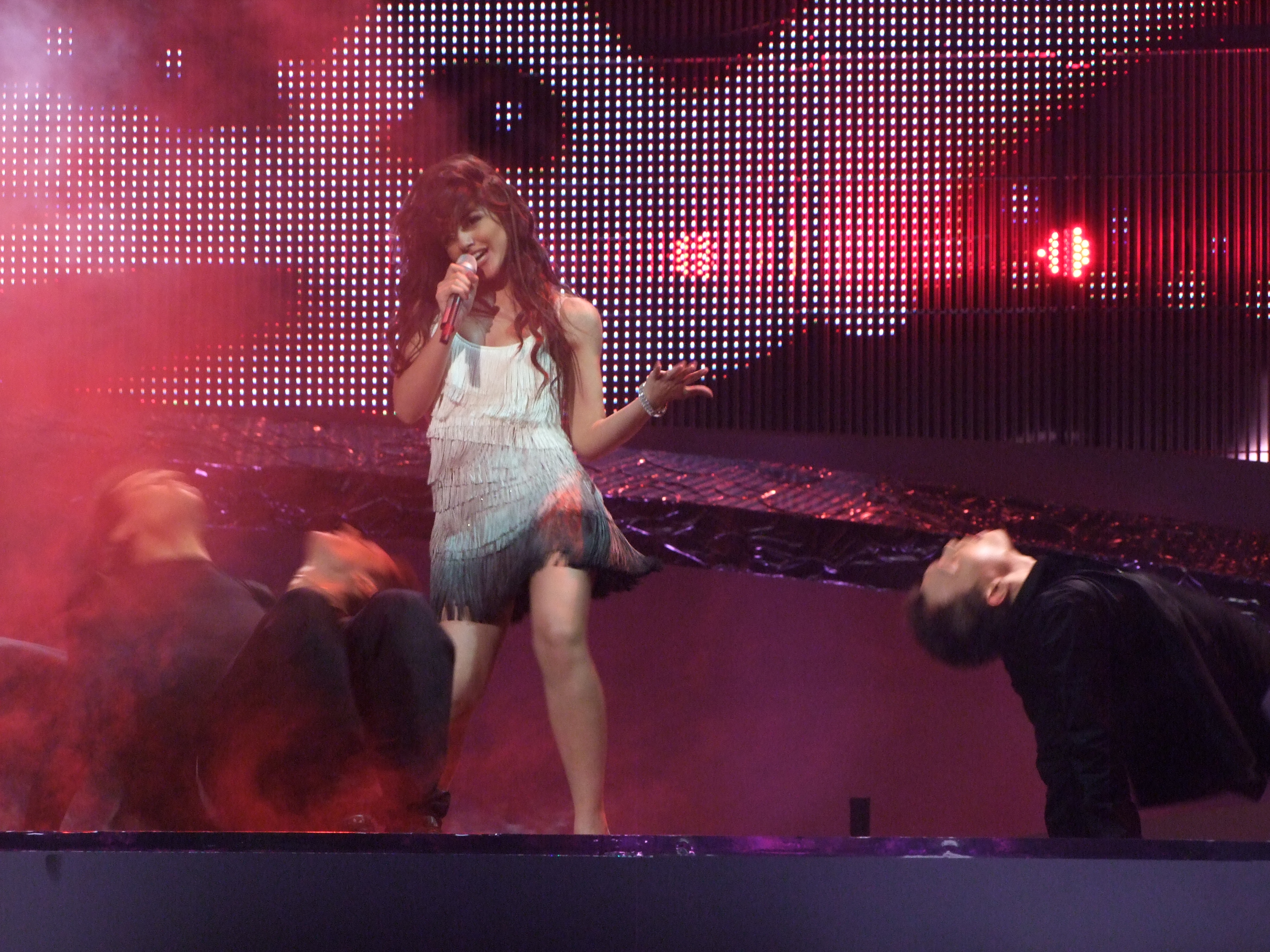
Sirusho, representante de Armenia, logró el mayor número de máximas puntuaciones con 8, sin embargo, quedó cuarta en la clasificación

Tras la votación los países que recibieron 12 puntos (máxima puntuación que podía otorgar el jurado) fueron:
| N. | A                    | De                                                                               |
| -- | -------------------- | -------------------------------------------------------------------------------- |
| 8  | Armenia              | Bélgica, República Checa, Francia, Georgia, Grecia, Países Bajos, Polonia, Rusia |
| 7  | Rusia                | Armenia, Bielorrusia, Estonia, Israel, Letonia, Lituania, Ucrania                |
| 6  | Grecia               | Albania, Chipre, Alemania, Rumania, San Marino, Reino Unido                      |
| 4  | Serbia               | Bosnia y Herzegovina, Montenegro, Eslovenia, Suiza                               |
| 2  | Azerbaiyán           | Hungría, Turquía                                                                 |
| 2  | Bosnia y Herzegovina | Croacia, Serbia                                                                  |
| 2  | Dinamarca            | Islandia, Noruega                                                                |
| 2  | Noruega              | Finlandia, Suecia                                                                |
| 2  | Rumania              | Moldavia, España                                                                 |
| 1  | Albania              | Macedonia (ARY)                                                                  |
| 1  | Alemania             | Bulgaria                                                                         |
| 1  | España               | Andorra                                                                          |
| 1  | Islandia             | Dinamarca                                                                        |
| 1  | Letonia              | Irlanda                                                                          |
| 1  | Suecia               | Malta                                                                            |
| 1  | Turquía              | Azerbaiyán                                                                       |
| 1  | Ucrania              | Portugal                                                                         |

## Controversia
A pocas horas de la finalización del certamen un blog acusó al ganador de plagiar el hit de Cat Stevens Wild World. En menor medida el tema ganador también guarda algunas reminiscencias al tema It's a Sin de Pet Shop Boys.